# Franklin (Schiff)
Die Franklin war ein hamburgischer Frachtsegler, der 1848/49 Teil der Reichsflotte des Deutschen Bundes war.

## Geschichte
Die hölzerne Bark wurde auf der Werft von Hans Jacob Albrecht Meyer in Lübeck gebaut. Die Ausstellung des Bielbriefs erfolgte am 7. Oktober 1835. Sie fuhr für die Reederei Robert M. Sloman bzw. Johann Ludwig Werlund (Hamburg, Kapitän der Reederei). Das Schiff wurde am 21. Februar 1839 registriert und von der Reederei Sloman vorwiegend im Nordatlantikdienst verwandt.
Vom 13. September 1848 bis zum 6. Februar 1849 wurde die Franklin von der Reederei der Reichsflotte zur Verfügung gestellt und versah Dienst auf der Unterelbe. Anschließend wurde sie an die Reederei zurückgegeben.
Seit Ende des Jahres 1872 gilt die Bark Franklin auf einer Fahrt von Hamburg nach Brasilien mit 162 Mann als verschollen.